# نهائي دوري أبطال آسيا 2012
نهائي دوري أبطال آسيا 2012 كانت مباراة كرة قدم لعبت يوم السبت، 10 نوفمبر 2012 لتحديد هوية بطل دوري أبطال آسيا 2012.
المباراة لعبت بين نادي أولسان هيونداي من كوريا الجنوبية والأهلي من المملكة العربية السعودية. أولسان هيونداي فاز 3–0 ليتوج باللقب لأول مرة في تاريخه. بصفته الفائز بهذه المواجهة تأهل للمشاركة في ربع نهائي كأس العالم للأندية لكرة القدم 2012 كممثل عن قارة آسيا.

## المكان
قرر الاتحاد الآسيوي لكرة القدم بأن يستضيف النهائي أحد الفريقين المتأهلين للنهائي. في 14 يونيو 2012 أجريت قرعة ربع النهائي، نصف النهائي والنهائي.

## الطريق إلى النهائي
ملاحظة: جميع النتائج أدناه، تعرض نتيجة المباراة للفريق (د: داخل الأرض – خ: خارج الأرض)
| فريق           | نقاط | فرق | عليه | له | خ | ت | ف | لعب |
| -------------- | ---- | --- | ---- | -- | - | - | - | --- |
| أولسان هيونداي | 14   | 4+  | 7    | 11 | 0 | 2 | 4 | 6   |
| إف سي طوكيو    | 11   | 6+  | 6    | 12 | 1 | 2 | 3 | 6   |
| بريزبان رور    | 3    | 5−  | 11   | 6  | 3 | 3 | 0 | 6   |
| بكين غوان      | 3    | 5−  | 11   | 6  | 3 | 3 | 0 | 6   |

| فريق   | نقاط | فرق | عليه | له | خ | ت | ف | لعب |
| ------ | ---- | --- | ---- | -- | - | - | - | --- |
| سباهان | 13   | 5+  | 4    | 9  | 1 | 1 | 4 | 6   |
| الأهلي | 10   | 4+  | 6    | 10 | 2 | 1 | 3 | 6   |
| النصر  | 6    | 5−  | 11   | 6  | 4 | 0 | 2 | 6   |
| لخويا  | 6    | 4−  | 9    | 5  | 4 | 0 | 2 | 6   |

## تفاصيل المباراة
| أولسان هيونداي                                         | 3–0   | الأهلي |
| ------------------------------------------------------ | ----- | ------ |
| - غواك تاي هوي 13' - أوليفيرا 68' - كيم سيونغ يونغ 75' | تقرير |        |

## وصلات خارجية
- الصفحة الرسمية لدوري أبطال آسيا (بالعربية)